# Marco Fiorentini
Marco Fiorentini (ur. 20 września 1981) – włoski biegacz narciarski.

## Kariera
Największe sukcesy Marco Fiorentini osiągał w zawodach FIS Marathon Cup, zajmując między innymi ósme miejsce w klasyfikacji generalnej sezonu 2006/2007. Raz stanął na podium zawodów tego cyklu - 17 grudnia 2006 roku był drugi we włoskim maratonie La Sgambeda, ulegając tylko Jerry'emu Ahrlinowi ze Szwecji. W Pucharze Świata zadebiutował 9 lutego 2008 roku w Otepää, zajmując 52. miejsce w biegu 15 km techniką klasyczną. Pierwsze pucharowe punkty wywalczył 8 marca 2008 roku, gdzie na dystansie 50 km techniką dowolną zajął dziewiętnaste miejsce. Były to jego jedyne starty w zawodach PŚ i w klasyfikacji generalnej sezonie 2007/2008 zajął ostatecznie 129. miejsce. Nigdy nie wziął udziału w igrzyskach olimpijskich ani mistrzostwach świata. W 2011 roku zakończył karierę.

## Osiągnięcia

### Puchar Świata

#### Miejsca w klasyfikacji generalnej
- sezon 2007/2008: 129.

#### Miejsca na podium
Fiorentini nigdy nie stał na podium indywidualnych zawodów Pucharu Świata.

### FIS Marathon Cup

#### Miejsca w klasyfikacji generalnej
- sezon 2004/2005: 83.
- sezon 2005/2006: 41.
- sezon 2006/2007: 8.

#### Miejsca na podium
| Nr | Dzień      | Rok  | Zawody      | Dystans               | Czas biegu  | Strata | Pozycja | Zwycięzca    |
| -- | ---------- | ---- | ----------- | --------------------- | ----------- | ------ | ------- | ------------ |
| 1. | 17 grudnia | 2006 | La Sgambeda | 42 km stylem dowolnym | 1:44:00,4 h | +2,5 s | 2.      | Jerry Ahrlin |